# Mademoiselle Dupont
Pour les articles homonymes, voir Dupont ou Dupond.
Charlotte-Louise-Valentine Rougeault de La Fosse dite Mademoiselle Dupont est une actrice française née le 31 mai 1791 à Valenciennes et morte à Paris 9e le 25 octobre 1864.

## Théâtre

### Carrière à la Comédie-Française
Entrée en 1810
Nommée 228e sociétaire en 1815
Départ en 1840
- 1809 : Athalie de Jean Racine : Zacharie
- 1810 : Tartuffe de Molière : Dorine
- 1811 : Le Mariage de Figaro de Beaumarchais : une bergère
- 1811 : Eugénie de Beaumarchais : Betsy
- 1812 : George Dandin de Molière : Claudine
- 1812 : Andromaque de Jean Racine : Céphise
- 1812 : L'Officieux d'Adrien-Nicolas de La Salle : une fille d'auberge
- 1813 : Bajazet de Jean Racine : Zaïre
- 1813 : Iphigénie de Jean Racine : Egine
- 1813 : Tom Jones à Londres de Desforges : Betty
- 1814 : Fouquet de J. R. de Gain-Montagnac
- 1815 : La Revanche de Jean-François Roger et Auguste Creuzé de Lesser : Franceska
- 1816 : La Fête de Henri IV de Michel-Nicolas Balisson de Rougemont : Annette
- 1816 : La Mère coupable de Beaumarchais : Suzanne
- 1819 : Les Précieuses ridicules de Molière : Cathos
- 1819 : Orgueil et vanité de Joseph-François Souque : Rosine
- 1819 : Les Femmes politiques d'Étienne Gosse : Mme de Saint-Far (prologue) et une comtesse
- 1819 : Les Deux Méricour de Charlotte Vanhove : Rose
- 1820 : Le Flatteur d'Étienne Gosse : Finette
- 1821 : Jeanne d'Albret ou le Berceau d'Henri IV de Théaulon de Lambert, Carmouche et Edmond Rochefort : une paysanne
- 1821 : L'Heureuse rencontre d'Eugène de Planard : Mathurine
- 1823 : Le Laboureur de Théaulon de Lambert, Achille Dartois et Rancé : Enguerrand, le page du roi
- 1823 : La Route de Bordeaux de Marc-Antoine Désaugiers, Michel-Joseph Gentil de Chavagnac et Gersain : Emma
- 1824 : Le Jaloux malgré lui d'Étienne-Joseph-Bernard Delrieu : Séraphine
- 1824 : Le Mari à bonnes fortunes de Casimir Bonjour : Zoé
- 1824 : Une journée de Charles V de Nicolas-Paul Duport : Gaston
- 1825 : L'Héritage d'Édouard Mennechet : Marie
- 1825 : L'Auteur et l'avocat de Paul Duport : Mme de Forlis
- 1826 : Le Portrait d'un ami d'Ernest Musnier Desclozeaux : Julie
- 1826 : L'Agiotage de Louis-Benoît Picard et Adolphe Simonis Empis : Justine
- 1826 : Une aventure de Charles V de Jean-Baptiste-Pierre Lafitte : Raymond
- 1827 : Louis XI à Péronne de Jean-Marie Mély-Janin : Éléonore
- 1828 : Chacun de son côté d'Édouard-Joseph-Ennemond Mazères : Juliette
- 1828 : Jamais à propos de Louis-Benoît Picard et Adolphe Simonis Empis : Agathe
- 1829 : Le Mariage de Figaro de Beaumarchais : Suzanne
- 1829 : Les Femmes savantes de Molière : Martine[2]
- 1830 : Trois jours d'un grand peuple de Jean-Henri-Michel Nouguier : Jenny
- 1831 : L'Amitié des femmes de Jean-Baptiste-Pierre Lafitte : Thérèse
- 1831 : Les Rendez-vous d'Alexandre de Longpré : Mme Florent
- 1831 : Les Préventions de Jean-Baptiste-Rose-Bonaventure Violet d'Épagny et Jean-Henri Dupin : Mme Robert
- 1831 : Les Deux Philibert de Louis-Benoît Picard : Marianne
- 1831 : La Reine d'Espagne de Henri de Latouche : Mme Jourdan
- 1831 : Josselin et Guillemette de Jean-Baptiste-Rose-Bonaventure Violet d'Épagny (prologue)
- 1832 : Louis XI de Casimir Delavigne : Marthe
- 1832 : Le Mari de la veuve d'Alexandre Dumas, Henri-Simon Durieu et Anicet Bourgeois : Hélène
- 1832 : Les Comédiens de Casimir Delavigne : Estelle
- 1832 : Andromaque de Jean Racine : Andromaque
- 1832 : Le roi s'amuse de Victor Hugo : Maguelonne
- 1833 : La Fête de Molière de Joseph-Isidore Samson
- 1833 : La Jalousie du Barbouillé de Molière : Cathau
- 1833 : Le Presbytère de Casimir Bonjour : Catherine
- 1833 : Le Médecin volant de Molière : Sabine
- 1833 : La Conspiration de Cellamare de Jean-Baptiste-Rose-Bonaventure Violet d'Épagny, Saint-Esteben et Jean Vatout : Mlle Delaunay
- 1833 : Luxe et indigence ou le Ménage parisien Jean-Baptiste-Rose-Bonaventure Violet d'Épagny :  Alphonsine
- 1833 : La Mort de Figaro de Joseph-Bernard Rosier : Suzanne
- 1833 : Le Marquis de Rieux de Jean-Baptiste-Rose-Bonaventure Violet d'Épagny et Henri Dupin : la marquise de Rieux
- 1833 : L'Enfant trouvé de Louis-Benoît Picard et Édouard-Joseph-Ennemond Mazères : Marianne
- 1833 : L'École des bourgeois de Léonor Soulas d'Allainval : Marton
- 1834 : Une liaison d'Adolphe Simonis Empis et Édouard-Joseph-Ennemond Mazères : Alexandrine
- 1834 : Tartuffe de Molière : Elmire
- 1835 : Le Bourgeois gentilhomme de Molière : Nicole
- 1835 : Le Voyage à Dieppe d'Alexis-Jacques-Marie Vafflard et Fulgence de Bury : Félicité
- 1835 : Les Deux mahométans de A. Laverpillière : Élise
- 1836 : La Comtesse d'Escarbagnas de Molière : Andrée
- 1836 : Lord Novart d'Adolphe Simonis Empis : Henriette
- 1836 : Un procès criminel de Joseph-Bernard Rosier : Séraphine
- 1836 : La Première affaire de Pierre-François Camus de Merville : Mme Boniface
- 1836 : Le Maréchal de l'Empire de Pierre-François Camus de Merville : la maréchale
- 1837 : Claire ou la Préférence d'une mère de Joseph-Bernard Rosier : Julienne
- 1837 : Les Droits de la femme de Théodore Muret : Mme Lambert
- 1837 : Les Indépendants d'Eugène Scribe : Mme Geslin
- 1838 : Isabelle ou Deux jours d'expérience de Virginie Ancelot : Mlle Monistrol
- 1838 : L'Impromptu de Versailles de Molière : Mlle Hervé
- 1839 : Le Comité de bienfaisance d'Augustin-Jules de Wailly et Charles Duveyrier : Mlle Bouvard
- 1839 : Les Serments de Jean-Pons-Guillaume Viennet : Frosine
- 1839 : Mademoiselle de Belle-Isle d'Alexandre Dumas : Mariette
- 1839 : Le Susceptible d'Amédée Rousseau de Beauplan : Mme de Palivert

### Hors Comédie-Française
- 1834 : L'Impératrice et la Juive d'Anicet Bourgeois et Jean-Philippe Lockroy, théâtre de la Porte-Saint-Martin : la Juive[3]